# 오쿠야마 요헤이
오쿠야마 요헤이(일본어: 奥山 洋平, 1999년 10월 28일~)는 일본의 축구 선수이다.

## 구단 경력
그는 2022년 J2리그의 이와테 그루자 모리오카에 입단했다. 2023년부터 2024년까지 FC 마치다 젤비아에서 뛰었다. 2024년 7월 J2리그의 레노파 야마구치 FC로 이적했다.